# Ruta 2 (Uruguay)
Die Ruta 2 Grito de Asencio, ist eine Nationalstraße in Uruguay. Sie wurde 1983 benannt nach einem Putsch von 1811 auf dem Gebiet des heutigen Uruguay gegen die damals noch bestehende spanische Herrschaft (dt. Schrei von Asencio).
Die 180 Kilometer lange Straße mit der Klassifizierung Corredor Internacional beginnt an der Ruta 1 südlich von Rosario. Von dort führt sie über Rosario, Cardona und Mercedes bis nach Fray Bentos. Kurz vor Fray Bentos führt eine abzweigende Strecke zur  Puente Libertador General San Martín über den Río Uruguay nach Argentinien.

## Einzelnachweise

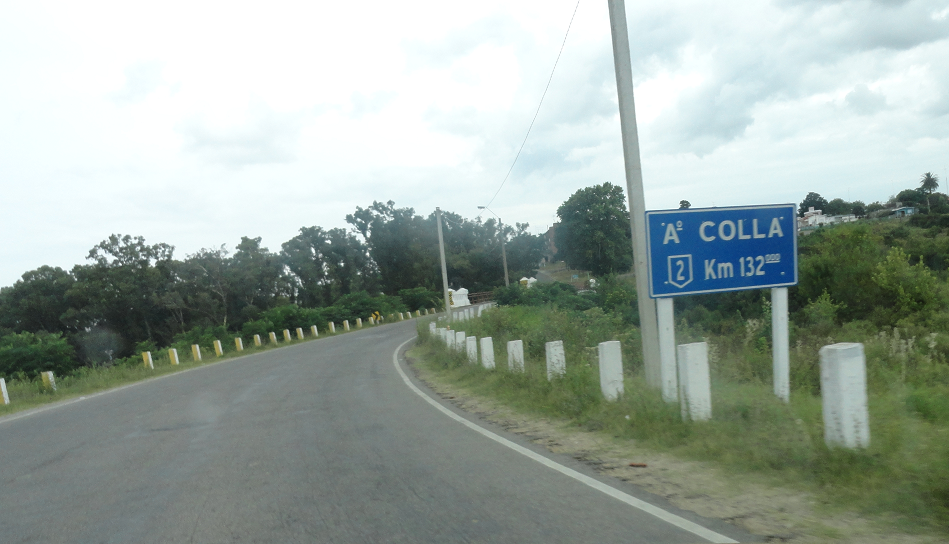
Ruta 2 vor der Brücke über den Arroyo Colla